# Stadtpfarrkirche Kitzbühel
Koordinaten: 47° 26′ 53,2″ N, 12° 23′ 21,9″ O
Die römisch-katholische Stadtpfarrkirche Kitzbühel unter dem Patrozinium des heiligen Andreas befindet sich am Rande des steil abfallenden Lebenberges zu Kitzbühel (Nordtirol). Es handelt sich um einen spätgotisch-barocken dreischiffigen Bau. Sie war einst der Mutterpfarre St. Johann in Tirol zugehörig und gehört zum Dekanat St. Johann in Tirol der Erzdiözese Salzburg.

## Geschichte
Die Pfarrkirche Kitzbühel wurde vermutlich im 8. Jahrhundert erstmals urkundlich erwähnt. Damals gab es schon am heutigen Kirchenstandort auf 762 Meter Seehöhe eine kleine Saalkirche. Ein erstmaliger Neubau erfolgte im 12. Jahrhundert, ein Jahrhundert später ein weiterer, gotischer Neubau, der bis in das 15. Jahrhundert bestand. Dabei wurde der heutige etwa 45 Meter hohe, schlanke Turm errichtet. 
Der Bevölkerungszuwachs machte im 15. Jahrhundert die Errichtung einer größeren Kirche erforderlich. Der Baumeister Stefan Krumenauer aus Salzburg wurde beauftragt, Pläne für eine spätgotische, dreischiffige Großkirche zu konstruieren. Baubeginn war im Jahre 1435. Bis 1506 dauerten die Arbeiten. Der gotische Turm an der Nordseite blieb erhalten. Ihm wurde später ein barocker Abschluss mit einer Aussichtsplattform aufgesetzt.
Von 1661 bis 1663 errichteten Benedikt Faistenberger und Veit Rabl einen hohen, vergoldeten Barockaltar, der die Heilige Maria mit Kind zeigt. 1739 stattete der Maler Simon Benedikt Faistenberger das Kircheninnere mit zahlreichen Deckenfresken aus. Anno 1785 wurde der restliche Teil der gotischen Kirche barockisiert. Das Deckenfresko Verherrlichung des Altarsakraments sowie die Wandgemälde Mannaregen an der Nordwand und Eherne Schlange an der Südwand wurden 1786 von Matthias Kirchner geschaffen.

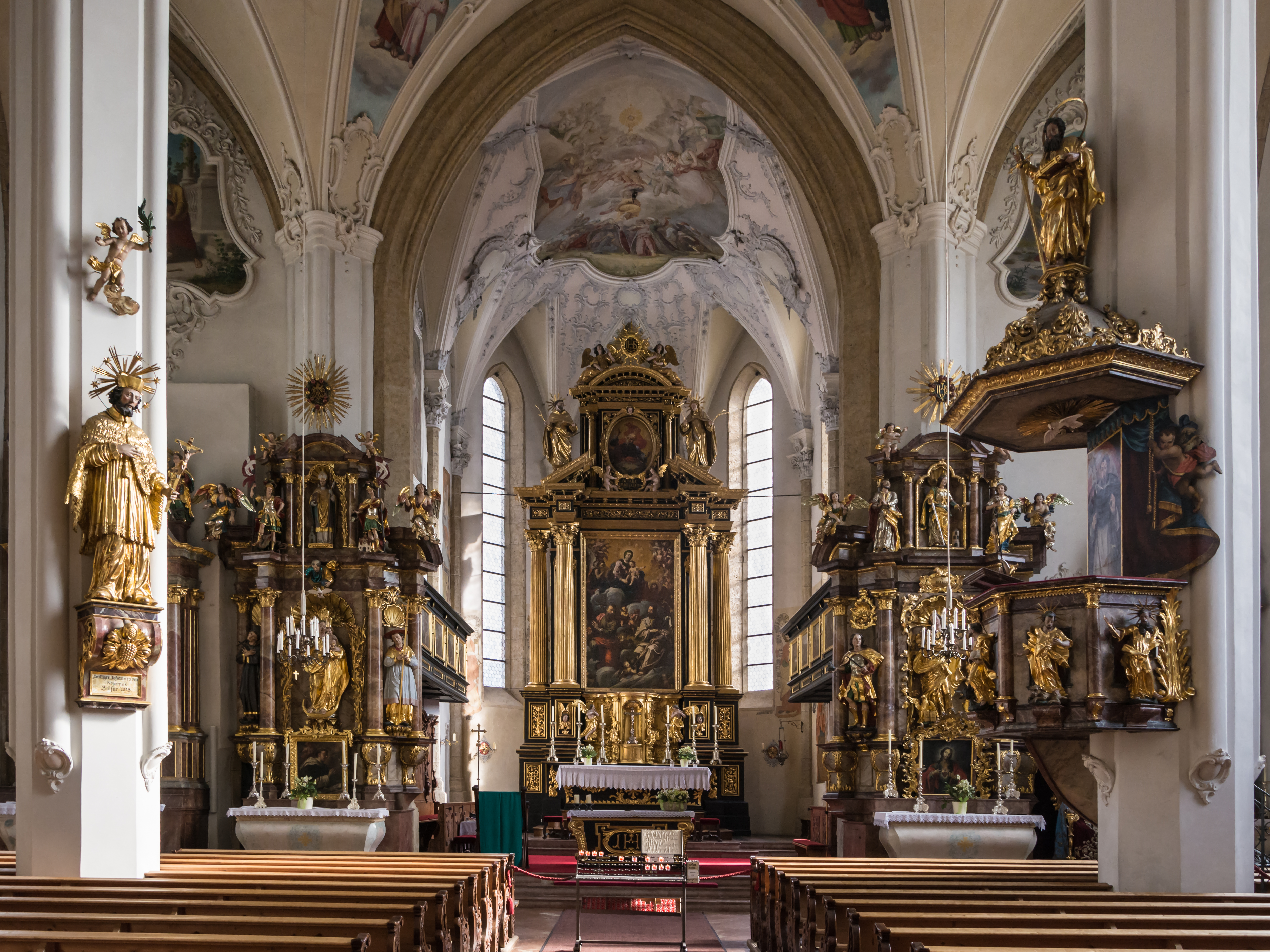
Altäre und Kanzel
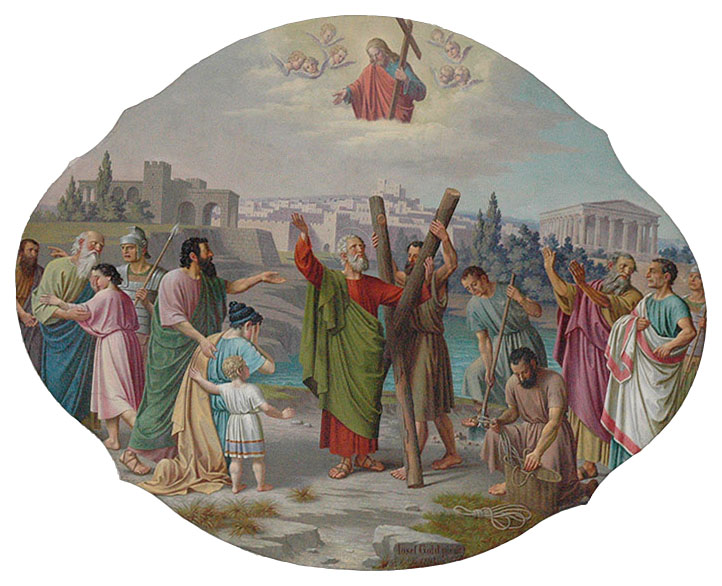
Kreuzigung des heiligen Andreas, Deckengemälde von Josef Gold, 1896
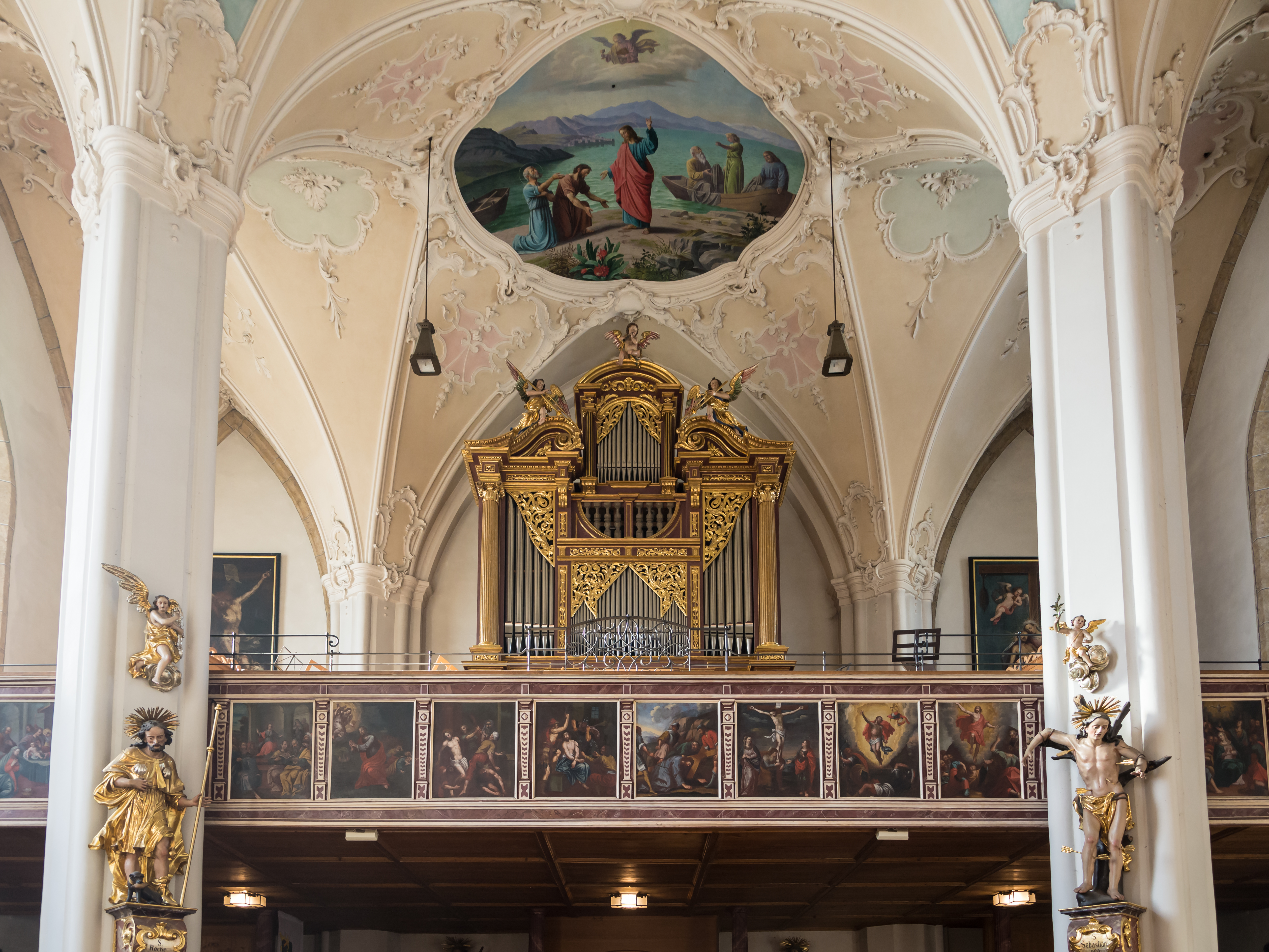
Orgel, darüber Gemälde Jesus der Menschenfischer

## Orgel
Auf der Empore im hinteren Teil der Kirche steht eine Orgel, die 1990 von der Manufaktur Orgelbau Pirchner aus Steinach am Brenner in das vorhandene historische Orgelgehäuse von Benedikt Faistenberger aus dem Jahr 1668 eingebaut wurde. Sie hat einen Umfang von 25 Registern auf zwei Manualen und Pedal.

## Glocken

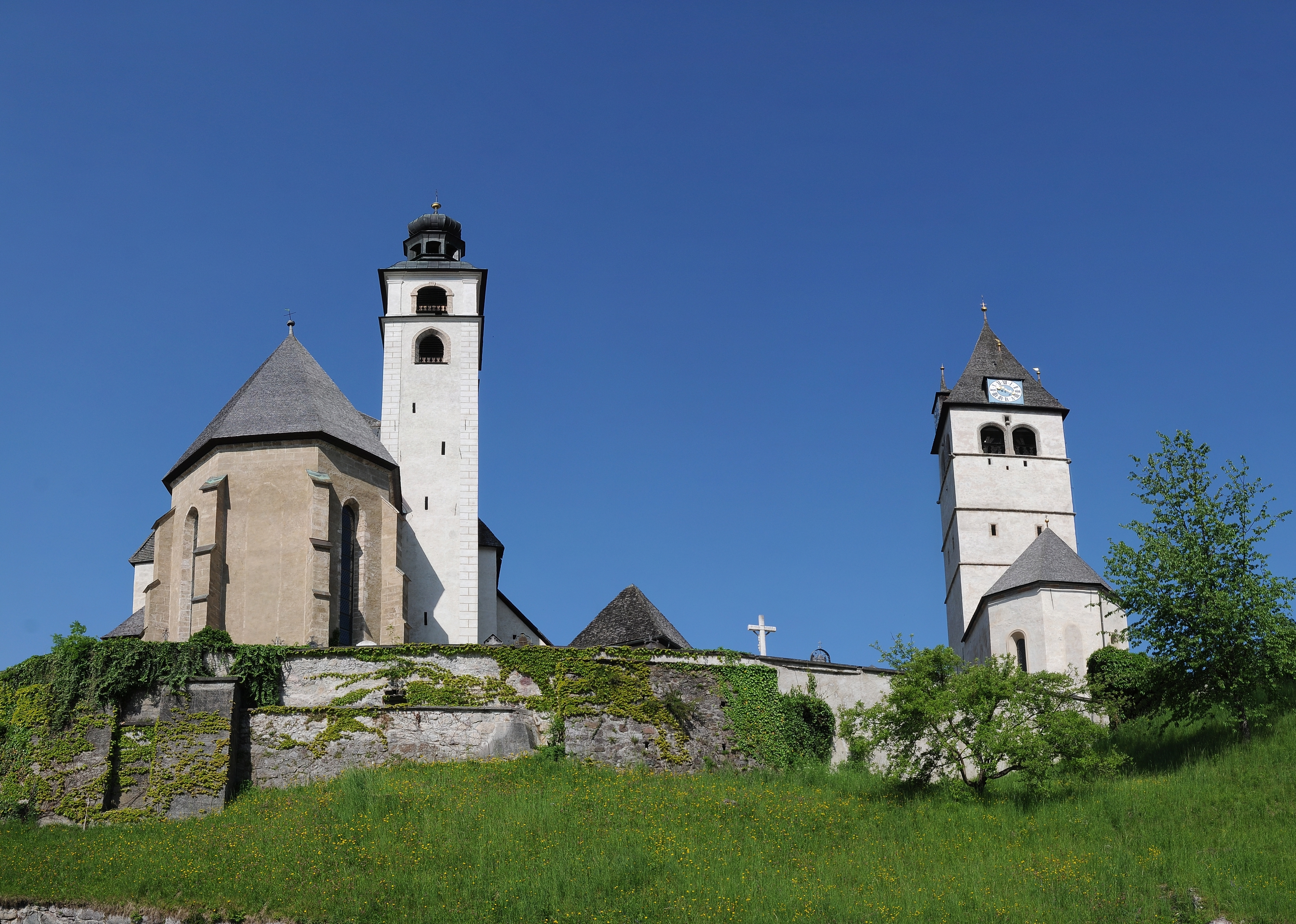
Stadtpfarrkirche (links) und Liebfrauenkirche (rechts)

Das Stadtgeläute von Kitzbühel besteht aus fünf läutbaren Glocken. Wegen des schlanken gotischen Turmes der Pfarrkirche hängen die beiden großen im 48 Meter hohen und massiveren Turm der unmittelbar benachbarten Liebfrauenkirche, die heute als Friedhofskirche genutzt wird. Besonders wertvoll ist die große Glocke, die als klangschönste Glocke Tirols gilt. Sie wurde 1845 von Josef Georg Miller ursprünglich für den Innsbrucker Dom gegossen, dort aber wegen eines Schönheitsfehlers – eine Delle an der Haube – und des etwas zu hoch geratenen Tones abgelehnt. Schließlich wurde sie für Kitzbühel erworben. Später wurde sie auf den Namen Kaiserglocke getauft, da der Kaiser im Ersten Weltkrieg der Bitte nachkam, sie von der Ablieferung zu Kriegszwecken zu verschonen.  Glocke 2 ist dem Kirchenpatron, dem Heiligen Andreas geweiht. Diese und die drei kleinen Glocken stammen von der Glockengießerei Grassmayr (Innsbruck) aus den Jahren 1970 und 1953. Da der Turm der Pfarrkirche sehr schlank ist und nicht die eigentlich erforderliche Statik aufweist, müssen die drei kleineren Glocken an gekröpften Jochen und ohne Klöppelfänger aber mit Gegengewichtsklöppeln geläutet werden.
| Glocke | Name             | Gussjahr | Gießer             | Durchmesser | Gewicht | Schlagton | Hängeort         |
| ------ | ---------------- | -------- | ------------------ | ----------- | ------- | --------- | ---------------- |
| 1      | Kaiserglocke     | 1845     | Josef Georg Miller | 2150 mm     | 6374 kg | Gis°      | Liebfrauenkirche |
| 2      | Andreasglocke    | 1970     | Grassmayr          | 1680 mm     | 2988 kg | H°        | Liebfrauenkirche |
| 3      | Sebastiansglocke | 1953     | Grassmayr          |             | 1417 kg | dis′      | Stadtpfarrkirche |
| 4      | Leonhardsglocke  | 1953     | Grassmayr          |             | 782 kg  | fis′      | Stadtpfarrkirche |
| 5      | Barbaraglocke    | 1953     | Grassmayr          |             |         | gis′      | Stadtpfarrkirche |